# بگو که دوستم داری (فیلم ۱۹۷۴)
بگو که دوستم داری (انگلیسی: Dis-moi que tu m'aimes) فیلمی فرانسوی به کارگردانی میشل بوارون است که در سال ۱۹۷۴ منتشر شد.